# Nososticta solida
Nososticta solida – gatunek ważki z rodziny pióronogowatych (Platycnemididae).